# Regine Lück

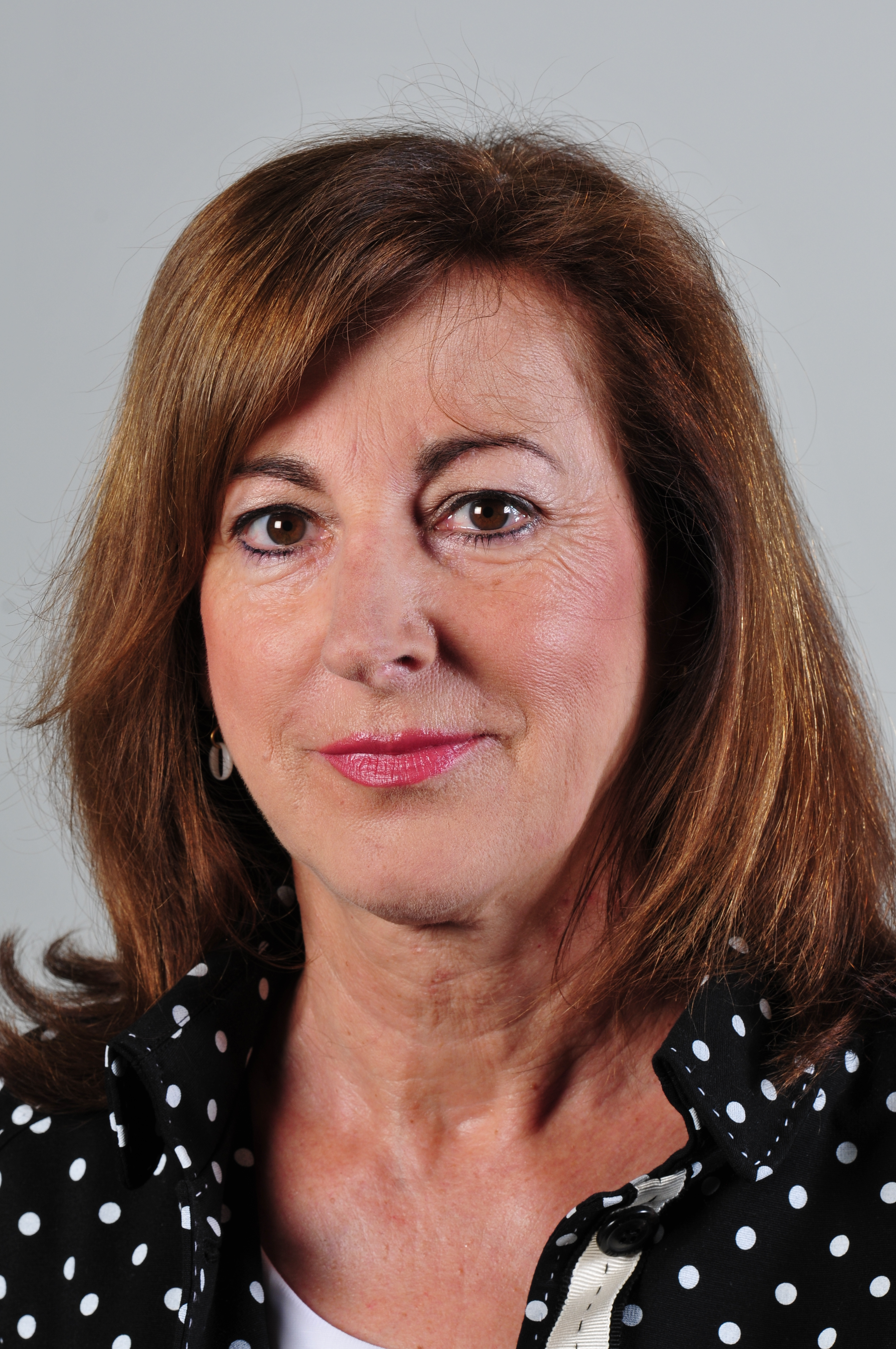
Regine Lück, 2013

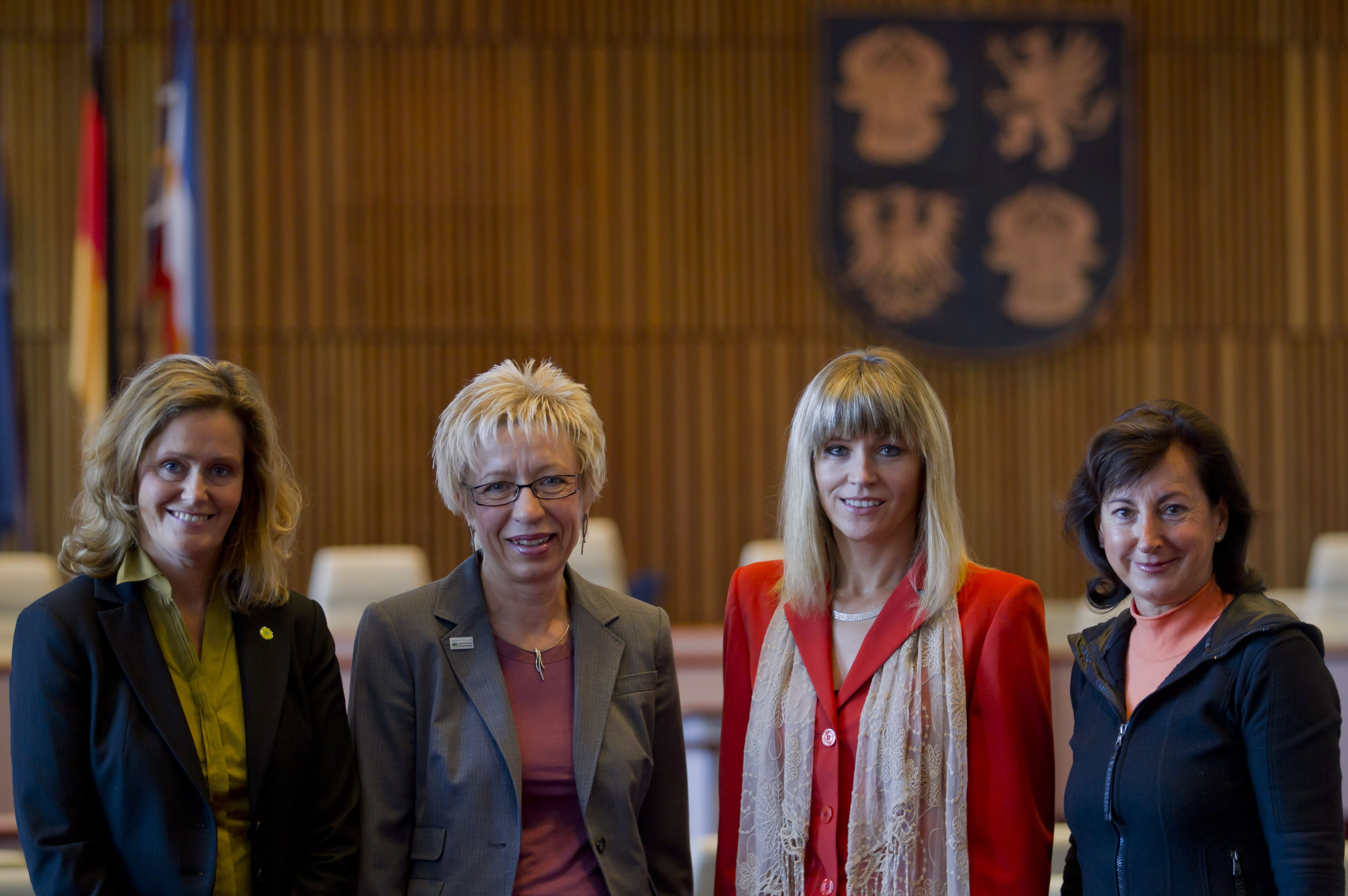
Präsidium des Landtages Mecklenburg-Vorpommern 2011, rechts: Regine Lück

Regine Lück (* 30. März 1954 in Koserow) ist eine deutsche Politikerin (SED, PDS, Die Linke). Sie ist Präsidentin der Rostocker Bürgerschaft und war von 2002 bis 2016 Abgeordnete im Landtag von Mecklenburg-Vorpommern.

## Leben
Lück besuchte die Oberschule in Rostock und absolvierte im Anschluss eine Ausbildung zur Fachverkäuferin in einem Rostocker Warenhaus. Danach war sie in Dresden, wo sie an der Fachschule für Binnenhandel studierte und als Ökonomin abschloss. Sie arbeitete als Verkaufstrainerin und Leiterin der Verkaufsförderung im selben Rostocker Warenhaus, in dem sie die Ausbildung gemacht hatte. Sie war Mitarbeiterin im Rat des Bezirkes Rostock und stellvertretende Abteilungsleiterin für Jugend und Sport. Sie studierte darauf an der Hochschule für Staat und Recht in Potsdam-Babelsberg und beendete dies mit einem Abschluss als Diplomstaatswissenschaftlerin. Danach war sie noch im Außendienst eines Berliner Großhandels und als Leiterin eines Rostocker Modehauses tätig. Sie ist konfessionslos, verheiratet und hat zwei Kinder.

## Politische Laufbahn
Lück trat 1972 der DDR-Staatspartei SED bei, die sich nach der Wende in PDS und schließlich Die Linke umbenannte.
Lück war Mitglied der Rostocker Bürgerschaft. Bei der Landtagswahl 2002 wurde sie in den Landtag von Mecklenburg-Vorpommern gewählt, dem sie seit 22. Oktober 2002 angehörte. Von 2002 bis 2006 war sie stellvertretende Vorsitzende der PDS-Fraktion im Landtag. Bei den Landtagswahlen 2006 und 2011 wurde sie über die Landesliste der Linkspartei wieder in den Landtag gewählt. Dort war sie Sprecherin ihrer Fraktion für Arbeitsmarktpolitik, Bau und Landesentwicklung. Von September 2010 bis September 2011 war sie Parlamentarische Geschäftsführerin der Fraktion DIE LINKE. Am 4. Oktober 2011 wurde sie zur 2. Vizepräsidentin des Landtages gewählt. 
Am 3. Juli 2019 wurde Regine Lück als Nachfolgerin von Wolfgang Nitzsche (Die Linke) zur Präsidentin der Rostocker Bürgerschaft gewählt.

## Gesellschaftliches Engagement
Seit 2006 engagiert sich Regine Lück als Mitglied im Humanistischen Verband Mecklenburg-Vorpommern.